# Антон Шулік
Антон Шулік (27 березня 1931, Ружомберок — 11 січня 1999, Братислава) — словацький актор, батько актора і режисера Мартіна Шуліка .
Після здачі екзаменів в гімназії навчався в професійному текстильному училищі в Ружомбероку (1948—1950). У 1951—1957 рр. Він був членом Армійського театру в Мартіні, 1957—1966 рр. Театру імені Петра Їлемницького в Жиліні, 1966—1969 рр. Театру Словацького Національного Повстання, Жилінської сцени і з 1969 р. Членом Театру СНП в Мартіні. Під час навчання грав у аматорському ансамблі «Травень» у Черновій, а пізніше в ансамблі ZK ROH у Рибарполі. Він активно співпрацював як режисер та інструктор з іншими аматорськими колективами. Під час Оксамитової революції в листопаді 1989 року він керував антикомуністичними мітингами в Жиліні. Наприкінці кар'єри грав у ляльковому театрі в Жиліні.